# El pequeño ladrón
El pequeño ladrón es una película francesa dirigida por Érick Zonca y estrenada en el año 1999.

## Argumento
S. tiene veinte años. Vive en Orleans y trabaja como ayudante de panadero. Pero después de una violenta discusión con su jefe, deja su trabajo. Esa misma noche, S. se reúne con Sandra, una joven cajera que lo acoge en su casa. Pero él, después de cometer su primer robo, se va a Marsella. Allí conoce a una banda de pequeños delincuentes, en la que intenta introducirse para poder así prosperar en la vida y ser algo más que un simple currante. Pero lo que en teoría es un trabajo simple como introducirse en una casa se acaba complicando hasta tal punto que incluso puede acabar con su vida.